# مطار القدس الدولي

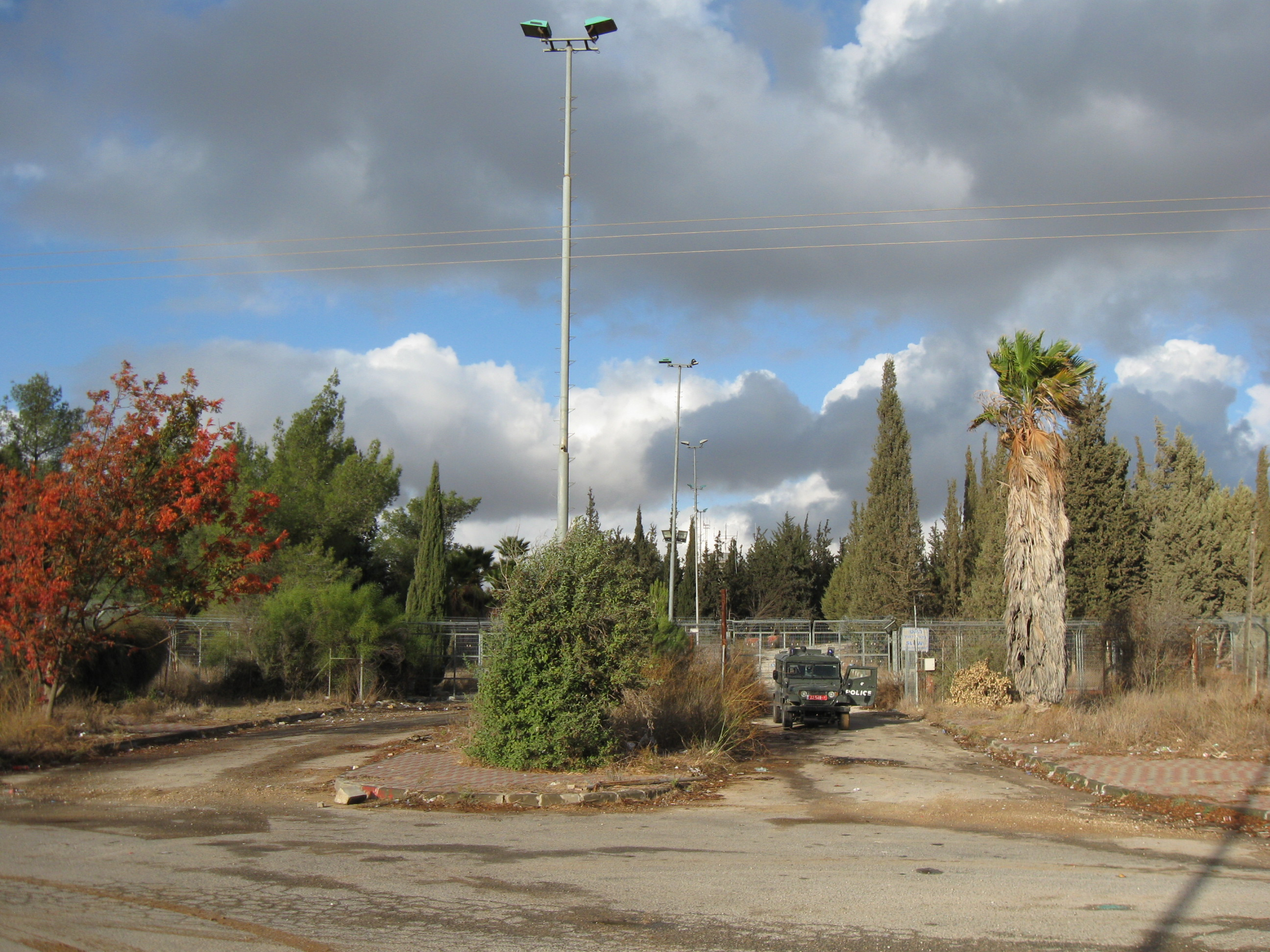
الطريق إلى مطار القدس وهي الآن مغلقة عام 2010

مطار القدس الدولي (إياتا: JRS، إيكاو: LLJR, OJJR) أو كما تشيع تسميته مطار قلنديا، هو مطار إقليمي غير مستخدم حاليًا، يقع بين مدينتي القدس ورام الله قرب بلدة قلنديا. بدأ تأسيسه عام 1920 وافتتح عام 1924 وكان أول مطار للانتداب البريطاني في فلسطين.
استخدمت الخطوط الملكية الأردنية المطار وبدأت برحلات تجارية يومية من وإلى المطار قبل عام 1967 أثناء الإدارة الأردنية للضفة الغربية. بعد الاحتلال الإسرائيلي للضفة الغربية، سيطرت إسرائيل على المطار. وقامت بضمه إليها عام 1981 بموجب قانون القدس. بعد ذلك، قامت أركيا والخطوط الجوية الإسرائيلية بتشغيل رحلات تجارية يومية من وإلى المطار بين عامي 1967 و2001، وأطلقت عليه اسم «مطار عطروت» عندما أغلق المطار أمام حركة المدنيين بعد اندلاع الانتفاضة الفلسطينية الثانية في عام 2000.
يظهر المطار أحيانًا برمزين مختلفين من منظمة الطيران المدني الدولي. تستخدم منظمة الطيران المدني الدولي الرمز (LL) للمطارات في إسرائيل، و(OJ) هو الرمز الخاص بالأردن.

## التاريخ

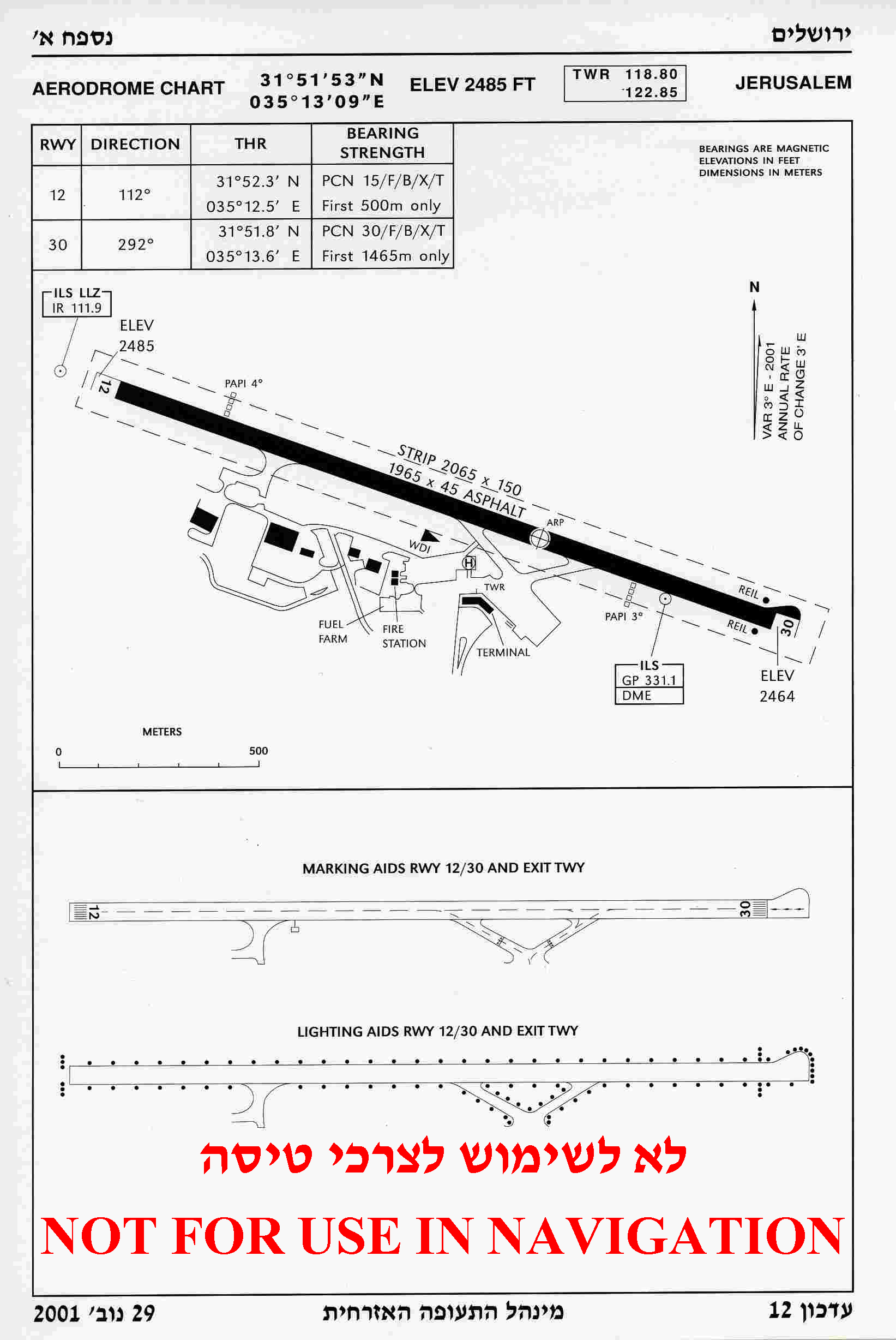
مخطط مطار قلنديا

كان مطار قلنديا المطار الوحيد في الفترة 1924 إلى 1927 في عهد الانتداب البريطاني على فلسطين. استخدمته السلطات العسكرية البريطانية وضيوفهم البارزين المتوجهين إلى القدس. في عام 1931، صادرت سلطات الانتداب البريطاني 200 دونمًا لتوسعة مطار قلنديا من أراضٍ استولى عليها مستعمرون يهود أنشئوا مستوطنة عطروت حيث هدمت منازل واقتلعت بساتين، وألحقت ضررًا بنمو المستعمرة. في عام 1936، تم فتح المطار للرحلات الجوية المنتظمة. [10]

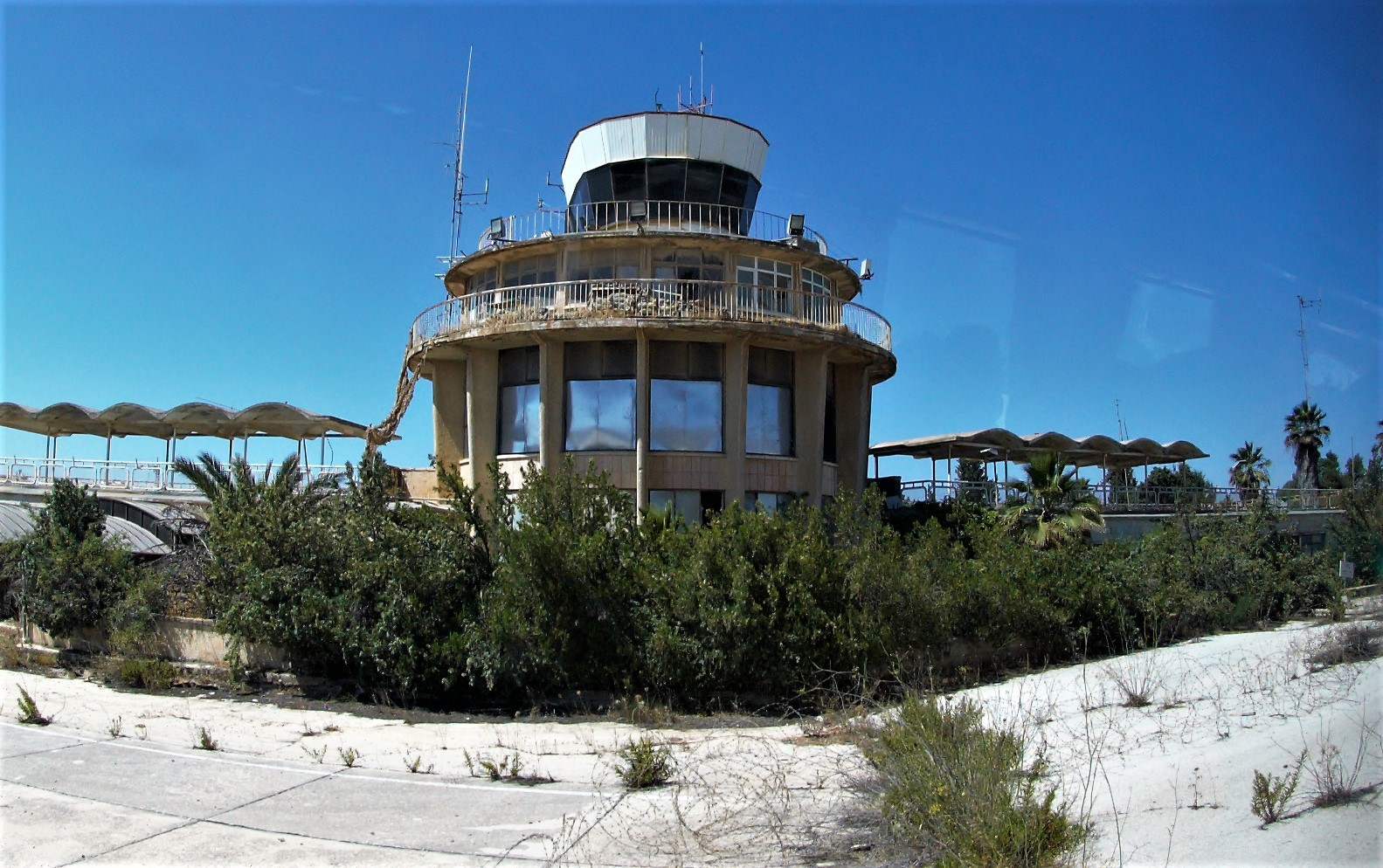
برج مراقبة ومدرج في مطار القدس الدولي و يقع بين مدينتي القدس ورام الله قرب بلدة قلنديا.

نتيجة أحداث الحرب العربية الإسرائيلية في عام 1948، حاصر الجيش الأردني عطروت، ولاحقًا قررت قيادة عصابة الهاجاناه الصهيونية إخلاء مقاتليها في 17 مايو 1948. دمر الجيش الأردني المستوطنة وسيطر على المطار، وحول أرضها إلى امتداد لمطار قلنديا الدولي. استمرت السيادة الأردنية على المطار حتى عام 1967 وكانت منظمة الطيران المدني الدولي ترمز له بـ (OJJR).
بعد حرب الأيام الستة عام 1967، استولى الاحتلال الإسرائيلي على مطار قلنديا الدولي كحال بقية الضفة الغربية. وتم ضم المنطقة إلى بلدية القدس الكبرى، وتم تطوير منطقة صناعية قرب المطار، كما أُعيد تسمية المطار باسم مطار عطروت الدولي، وتم إعطاؤه الرمز (LLJR) من منظمة الطيران المدني الدولي.
خلال فترة سبعينيات وثمانينيات القرن العشرين، طورت سلطات الاحتلال الإسرائيلي المطار، ولكن سلطات الطيران الدولية، أخذت بعين الاعتبار أن المطار يقع ضمن أراضٍ احتلتها إسرائيل عام 1967 ولم تسمح بهبوط الرحلات الدولية فيه. لذلك اقتصر استخدام المطار على الرحلات الداخلية والمستأجرة.
خلال الانتفاضة الفلسطينية الثانية، أُغلق المطار نتيجة تعرضه لعمليات فدائية فلسطينية بسبب قربه من مدينة رام الله في أكتوبر 2000، وبحلول يوليو 2001 سُلم رسميًا إلى الجيش الإسرائيلي.
قدمت إسرائيل المطار في قمة كامب ديفيد 2000 على أنه ضمن المنطقة الإسرائيلية في القدس. لكن الوفد الفلسطيني، رفض ذلك حيث اعتبره كمطار وطني للفلسطينيين. اقترح يوسي بيلين أن يتم استخدام المطار بشكل مشترك كجزء من تقاسم القدس الشامل بين إسرائيل والسلطة الفلسطينية، مستشهدًا بالنموذج الناجح لمطار جنيف الدولي، الذي تستخدمه سويسرا وفرنسا.
في فبراير 2012 حولت إسرائيل المطار إلى منطقة صناعية.
في عام 2020، قدمت وزارة الإسكان الإسرائيلية مخططًا لبلدية القدس تقضي ببناء حي استيطاني ضخم على أراضي المطار وبلدة قلنديا يشمل 9,000 وحدة سكنية ومبان تجارية وأخرى صناعية، بالإضافة إلى فندق ضخم سيتخذ من قاعة الاستقبال والمغادرة في «المطار» مركزًا له.

## السينما
تطرق فيلم حرب الزومبي العالمية إلى المطار حيث صوره كمطار إسرائيلي رئيسي مدافع عن وباء الزومبي. في الواقع تم تصوير جميع المشاهد الإسرائيلية الواردة في الفيلم في مالطا.